# Djupvåg
Djupvåg est une localité du comté de Troms, en Norvège.

## Géographie
Administrativement, Djupvåg fait partie de la kommune de Sørreisa.